# Firebirds de Coachella Valley
Les Firebirds de Coachella Valley sont une franchise professionnelle de hockey sur glace en Amérique du Nord qui évoluera dans la Ligue américaine de hockey. L'équipe est basée à Palm Desert en Californie.

## Historique
La LNH approuve à l'unanimité l'ajout d'une équipe d'expansion à Seattle en 2018. Le nouveau groupe de propriétaires débutent alors les démarches pour obtenir une franchise de la LAH. Après des mois de recherche, ils réduisent, au début de 2019, leur liste d'options entre acquérir et promouvoir les Steelheads de l'Idaho (ECHL) qui évoluent à Boise ou implanter une nouvelle équipe à Palm Springs. Le 26 juin 2019, les propriétaires de Seattle choisissent Palm Springs comme site où établir leur club-école. Le 30 septembre 2019, l'équipe d'expansion est approuvée par le bureau des gouverneurs de la LAH et doit débuter ses activités en 2021-2022. Des retards dans la construction du Acrisure Arena forcent les propriétaires à repousser les débuts de l'équipe à la saison 2022-2023.

## Statistiques
| Saison    | PJ | V  | D  | DP | DTB | BP  | BC  | Pts | Classement                    | Séries éliminatoires |
| --------- | -- | -- | -- | -- | --- | --- | --- | --- | ----------------------------- | --- |
| 2022-2023 | 72 | 48 | 17 | 5  | 2   | 257 | 197 | 103 | 2e place, division Pacifique  | 2-1 Roadrunners de Tucson 3-2 Eagles du Colorado 3-2 Wranglers de Calgary 4-2 Admirals de Milwaukee 3-4 Bears de Hershey |
| 2023-2024 | 72 | 46 | 15 | 6  | 5   | 252 | 182 | 103 | 1re place, division Pacifique | 3-1 Wranglers de Calgary 3-0 Reign d'Ontario 4-1 Admirals de Milwaukee 2-4 Bears de Hershey                              |
| 2024-2025 | 72 | 37 | 25 | 5  | 5   | 225 | 205 | 84  | 4e place, division Pacifique  | 1-3 Canucks d'Abbotsford                                                                                                 |

## Joueurs et entraîneurs

### Entraîneurs
- Dan Bylsma (2022-2024)
- Derek Laxdal (2024-)

### Capitaines
- Max McCormick (2022-)